# Sarzeda
Sarzeda is een plaats (freguesia) in de Portugese gemeente Sernancelhe en telt 596 inwoners (2001).